# Вераксо, Раиса Владимировна
Раиса Владимировна Вераксо (Баранова) (родилась 15 января 1967 года в Минске) — советская и российская гандболистка, чемпионка мира 2001 года в составе сборной России. Заслуженный мастер спорта России, мастер спорта России международного класса.Бронзовый призер летних  Олимпийских игр 1992.

## Биография
Воспитанница белорусского гандбола. В чемпионатах СССР и России известна по выступлению за клуб «Источник» из Ростова-на-Дону, в его составе становилась дважды чемпионкой России, в 1996 году завоевала Кубок обладателей кубков ЕГФ, в 1997 году играла в Суперкубке Европы и была признана лучшим игроком матча (несмотря на поражение «Источника»). В дальнейшем играла за клубы «Робит Олимпия» (Любляна, Словения), «Ростсельмаш» (Ростов-на-Дону) и «Луч» (Москва). Карьеру завершила в 2004 году.
За сборные СССР и СНГ Вераксо сыграла 24 матча и забила 20 голов, а за сборную России в 121 матче отличилась 350 раз. Участница чемпионата Европы 1996 года, чемпионата мира 1997 года и чемпионата Европы 1998 года. В 2000 году стала бронзовым призёром чемпионата Европы по пляжному гандболу, а в 2001 году стала в составе сборной России чемпионкой мира, выступив на своём пятом в карьере чемпионате мира. В частности, в четвертьфинале пять её голов помогли россиянкам обыграть Венгрию (30:23). 21 января 2002 года Раисе Вераксо было присвоено звание Заслуженного мастера спорта России.

## Достижения
Олимпийские игры
- Бронзовый призер: 1992

Чемпионат России
- Чемпионка: 1996, 1997
- Серебряный призёр: 1994, 1995
- Бронзовый призёр: 1992, 1993, 2001

Кубок обладателей кубков ЕГФ
- Победительница: 1996

Суперкубок ЕГФ
- Финалистка: 1997

Чемпионат мира
- Чемпионка: 2001